# 関山利一
関山利一（せきやま りいち、明治42年（1909年）12月23日- 昭和45年（1970年）1月15日）は、囲碁の棋士。兵庫県出身、日本棋院、関西棋院所属、鈴木為次郎名誉九段門下、実力制第1期本因坊利仙（りせん）。関山利夫九段は長男。関山利道九段は孫。関山穂香初段は曾孫。
門下には、梶原武雄、山崎祐男、小山靖男、白石裕、徳永汎久、倉橋正蔵。
1973年に創設された関西棋院賞では敢闘賞が「利仙賞」と名づけられた。

## 経歴
兵庫県尼崎市に生まれる。8歳のときに父である盛利四段から碁の手ほどきを受ける。
1922年に恵下田栄芳（十六世井上因碩）に師事し、八子から二子まで教えを受ける。
1924年に上京して、鈴木為次郎門下となる。
1926年に初段。1929年四段。
1932年に時事新報主催の勝ち抜き戦「時事碁戦」で呉清源が18連勝した際に19人目として対戦し、関山が白番3目勝ちして連勝を止めた。
1934年の大手合で春期秋期連続して優勝し五段昇段。1938年にも春秋連続優勝し、1939年六段昇段。
1939年から開始された第1期本因坊戦で、六段級トーナメントを勝ち抜き、最終トーナメントに進出。七段級を加えた8名による最終トーナメント4回では、2位、1位、1回戦敗退、3位の成績で、合計順位1位となる。1941年2月から、同2位の加藤信七段と本因坊決定六番勝負を行い3勝3敗となり、予選1位の関山が本因坊位に就いて、本因坊利仙と号する。1942年七段。
1943年の第2期本因坊戦では橋本宇太郎の挑戦を受け、脊髄疾患による神経性胃病の病体をおして六番勝負に臨む。第1局白番中押し負けの後の、7月7日からの第2局の三日目の朝、黒89手目を打ったところで倒れ、橋本が90手目を打ったところで打ち掛けとしたが、回復せず、棄権負けとなった。このため代理として弟子の梶原武雄が戦うという案も出されたが、個人選手権制の時代にそぐわないと却下された。
1945年に東京空襲のために岡山県笠岡に疎開。1949年に大阪市に移住し、関西棋院に所属。1951年八段。1952年全本因坊全八段戦に参加し、岩本薫八段に半目負けしたのが最後の公式手合となった。
1958年に九段に推挙される。
1970年に急性肺炎で死去、関西棋院葬が行われた。

## 戦績
- 大手合（日本棋院）優勝7回（乙組1928年春期、秋期、甲組1934年春期、秋期、1938年春期、秋期、1943年秋期）

## 棋風
堅実無比と称される棋風でクセがないオールラウンダー。石の軽重強弱を重視する。
師の鈴木為次郎からは「（門下では）関山の碁がいちばんクセがない」と評されている。
詰碁作りも得意とした。

## 系譜
父親の盛利は1975年に庄屋の長男として生まれ、神戸の中学を卒業している。日本棋院関西支部に所属し、指導棋士の草分け的存在だったという。
長女は橋本昌二の夫人、次女は倉橋正蔵の夫人。長男利夫の妻の父は小山久義六段、利夫の妻は関西棋院囲碁学園子供教室の総合指導を務める。
関西棋院の関山利道と倉橋正行は孫。2025年に利道の娘である穂香が日本棋院に入段し、盛利から数えて5代にわたり棋士となっている。

## 著作
- 『死活要点 囲碁上達の捷徑』
- 『後手の先手』三省堂 1942年
- 『囲碁金言の表裏』創元社 1956年
- 『置碁必修-手技定石』関西棋院 1961年
- 『しぼりの種々相』誠文堂新光社 1965年
- 『関山利一・半田道玄（現代囲碁大系13）』日本棋院 1979年
- 『傑作詰碁辞典』誠文堂新光社 1986年
関山の創作詰碁を関山利夫がまとめて出版したもの